# Schi fond la Jocurile Olimpice de iarnă din 2018
Probele sportive de schi fond la Jocurile Olimpice de iarnă din 2018 s-au desfășurat în perioada 9-25 februarie 2018 la Centrul de schi fond Alpensia din Pyeongchang, Coreea de Sud.

## Sumar medalii

### Clasament pe țări
| Loc   | Țară                             | Aur | Argint | Bronz | Total |
| ----- | -------------------------------- | --- | ------ | ----- | ----- |
| 1     | Norvegia (NOR)                   | 7   | 4      | 3     | 14    |
| 2     | Suedia (SWE)                     | 2   | 3      | 1     | 6     |
| 3     | Finlanda (FIN)                   | 1   | 1      | 2     | 4     |
| 4     | Elveția (SUI)                    | 1   | 0      | 0     | 1     |
| 4     | Statele Unite ale Americii (USA) | 1   | 0      | 0     | 1     |
| 6     | Sportivii Olimpici ai Rusiei     | 0   | 3      | 5     | 8     |
| 7     | Italia (ITA)                     | 0   | 1      | 0     | 1     |
| 8     | Franța (FRA)                     | 0   | 0      | 2     | 2     |
| Total | Total                            | 12  | 12     | 13    | 37    |

### Masculin
| Probă sportivă              | Aur | Aur       | Argint                                                                                          | Argint    | Bronz                                                                                         | Bronz     |
| 15 km liber detalii         | Dario Cologna · Elveția                                                                                  | 33:43,9   | Simen Hegstad Krüger · Norvegia                                                                 | 34:02,2   | Denis Spitsov Sportivii Olimpici ai Rusiei                                                    | 34:06,9   |
| 30 km schiatlon detalii     | Simen Hegstad Krüger · Norvegia                                                                          | 1:16:20,0 | Martin Johnsrud Sundby · Norvegia                                                               | 1:16:28,0 | Hans Christer Holund · Norvegia                                                               | 1:16:29,9 |
| sprint clasic detalii       | Johannes Høsflot Klæbo · Norvegia                                                                        | 3:05,75   | Federico Pellegrino · Italia                                                                    | 3:07,09   | Aleksandr Bolshunov Sportivii Olimpici ai Rusiei                                              | 3:07,11   |
| sprint liber echipe detalii | Norvegia (NOR) · Martin Johnsrud Sundby · Johannes Høsflot Klæbo                                         | 15:56,26  | Sportivii Olimpici ai Rusiei Denis Spitsov Aleksandr Bolshunov                                  | 15:57,97  | Franța (FRA) · Maurice Manificat · Richard Jouve                                              | 15:58,28  |
| 50 km start în masă detalii | Iivo Niskanen · Finlanda                                                                                 | 2:08:22,1 | Aleksandr Bolshunov Sportivii Olimpici ai Rusiei                                                | 2:08:40,8 | Andrey Larkov Sportivii Olimpici ai Rusiei                                                    | 2:10:59,6 |
| ștafetă 4x10 km detalii     | Norvegia (NOR) · Didrik Tønseth · Martin Johnsrud Sundby · Simen Hegstad Krüger · Johannes Høsflot Klæbo | 1:33:04,9 | Sportivii Olimpici ai Rusiei Andrey Larkov Aleksandr Bolshunov Aleksey Chervotkin Denis Spitsov | 1:33:14,3 | Franța (FRA) · Jean-Marc Gaillard · Maurice Manificat · Clément Parisse · Adrien Backscheider | 1:33:41,8 |

### Feminin
| Probă sportivă              | Aur                                                                                              | Aur       | Argint                                                                | Argint    | Bronz                                                                                              | Bronz     |
| 10 km liber detalii         | Ragnhild Haga · Norvegia                                                                         | 25:00,5   | Charlotte Kalla · Suedia                                              | 25:20,8   | Marit Bjørgen · NorvegiaKrista Pärmäkoski Finlanda                                                 | 25:32,4   |
| 15 km schiatlon detalii     | Charlotte Kalla · Suedia                                                                         | 40:44,9   | Marit Bjørgen · Norvegia                                              | 40:52,7   | Krista Pärmäkoski · Finlanda                                                                       | 40:55,0   |
| sprint clasic detalii       | Stina Nilsson · Suedia                                                                           | 3:03,84   | Maiken Caspersen Falla · Norvegia                                     | 3:06,87   | Yulia Belorukova Sportivii Olimpici ai Rusiei                                                      | 3:07,21   |
| sprint liber echipe detalii | Statele Unite ale Americii · Kikkan Randall · Jessica Diggins                                    | 15:56,47  | Suedia · Charlotte Kalla · Stina Nilsson                              | 15:56,66  | Norvegia · Marit Bjørgen · Maiken Caspersen Falla                                                  | 15:59,44  |
| 30 km start în masă detalii | Marit Bjørgen · Norvegia                                                                         | 1:22:17,6 | Krista Pärmäkoski · Finlanda                                          | 1:24:07,1 | Stina Nilsson · Suedia                                                                             | 1:24:16,5 |
| ștafetă 4x5 km detalii      | Norvegia · Ingvild Flugstad Østberg · Astrid Uhrenholdt Jacobsen · Ragnhild Haga · Marit Bjørgen | 51:24,3   | Suedia · Anna Haag · Charlotte Kalla · Ebba Andersson · Stina Nilsson | 51:26,3   | Sportivii Olimpici ai Rusiei Natalia Nepryaeva Yulia Belorukova Anastasia Sedova Anna Nechaevskaya | 52:07,6   |